# دانيل ناغي (لاعب كرة قدم)
دانيل ناغي (بالمجرية: Nagy Dániel)‏ هو لاعب كرة قدم مجري، ولد في 15 مارس 1991 في غودولو في المجر. لعب مع نادي أوسنابروك ونادي أويبست ونادي فيرينتسفاروشي ونادي هامبورغ.

## وصلات خارجية
- دانيل ناغي (لاعب كرة قدم) على موقع الاتحاد الأوربي (الإنجليزية)
- دانيل ناغي (لاعب كرة قدم) على موقع قاعدة بيانات كرة القدم.إي يو (الإنجليزية)
- دانيل ناغي (لاعب كرة قدم) على موقع عالم كرة القدم.نت (الإنجليزية)